# Iglesia de San Andrés (Valladolid)
La iglesia de San Andrés de Valladolid es una iglesia parroquial católica situada en la diócesis de Valladolid. Situada en la plaza de San Andrés, cerca de la comercial calle Mantería, es una de las iglesias de mayor tamaño de la ciudad. Es el referente del barrio que la rodea, San Andrés-Caño Argales, el cual toma el mismo nombre que la iglesia. En esta iglesia se ubica la Real Cofradía Penitencial del Santísimo Cristo Despojado, Cristo Camino del Calvario y Nuestra Señora de la Amargura.

## Historia
La iglesia de San Andrés tuvo su origen en una primitiva ermita del siglo XII dedicada al Santo, en cuyo recinto eran enterrados los ajusticiados en la ciudad de Valladolid, como el célebre Condestable don Álvaro de Luna quien permaneció allí enterrado hasta su posterior traslado a la capilla del condestable en la Catedral de Toledo.
Convertida en parroquia de un populoso barrio en 1482, el deterioro y su escasa capacidad para un barrio en expansión dio lugar a su reconstrucción a finales del siglo XVI.
Al formarse en su alrededor un núcleo de población importante, la nueva parroquia erigida en la primitiva ermita, dado el estado de deterioro de ésta en el primer cuarto del siglo XVI, hubo de ser reconstruida totalmente.
No hay constancia documental en las crónicas históricas de la localidad acerca de esta primera reedificación, si bien se puede constatar la atención y simpatía que tenía el concejo por el barrio, constando en los libros de Regimiento, acuerdos y disposiciones que demuestran este afecto.
En 1527 fue reedificada, quedando formada por un crucero y dos capillas. Juan Agapito y Revilla, en su obra Las Calles de Valladolid, reproduce un fragmento de un auto del concejo de 4 de abril de 1527:

(…) dixeron que por quanto por parte de la yglesia de sant Andres desta villa fue pedida limosna a esta dicha villa para ayuda a la labor de la dicha yglesia que esta derrocada, e porque esta villa fue Respondido que no podían haçer ninguna limosna de los propios de ella sin licençia de su mt. e que dando su mt. liçençia para ello harían la limosna que pudieren, la cual dicha petición fue presentada en el consejo de su mt. y fue respondido en ella segund provision firmada de Ramiro de campo, secretario, que la villa dixese lo que podría dar , e platicando sobre ello en este regimiento Acordaron de responder que por que la dicha yglesia es muy antigua e son informados ques pobre questa villa dará de limosna para la obra de la dicha yglesia, veinte mill mrs. Pagados los diez mill mrs. En este presente año venidero de quinientos y veynte e ocho años, dando para ello licençia de su mt. e así lo mandaron Responder en la dicha petición.
Auto del concejo (4 de abril de 1527)

Estaban en Valladolid la Corte y el Consejo real —a los pocos días nació Felipe II— y se resolvió el negocio el 13 de mayo.

(…) mandaron librar… al mayordomo de la fabrica de la yglesia de señor sant andres desta villa veynte mill mrs. Para que se gasten en Reparar e rehedificar la obra de la dicha yglesia e que se los pague la mitad dellos de los mrs. del cargo de su mayordomia deste año e la otra mitad de los mrs. del cargo de su mayordomia del año venidero de quinientos e veynte e ocho años e que tome carta de pago e vna probision e liçençia que dio su majestad para que esta villa, de los propios Della pueda dar los dichos veynte mill mrs. para la dicha rrehedificaçion e obra, con los quales recados mandaron que se le reciban en quenta
Las Calles de Valladolid, de Juan Agapito y Revilla

Se hizo la reedificación de la iglesia y esta se adornó con interesantes pinturas de Benedetto Rabuyate que hizo sobre el coro, tras la fachada principal.
Pero la iglesia no permaneció de esta forma por mucho tiempo, pues a fines del siglo XVI, se renovó y agrandó a costa de Fray Mateo de Burgos, hijo de la parroquia de San Andrés, comisario general de la orden de san Francisco y confesor de la reina Margarita de Austria. Nombrado por Felipe III obispo de Pamplona en 1601 y en 1606 fue nombrado obispo de Sigüenza donde falleció en 1611.
Para esta ampliación y reforma, fray Mateo adquirió el precioso retablo gótico que había tenido la capilla mayor del convento de San Pablo hasta que fue adquirido el patronazgo de este por el Duque de Lerma, quien mandó sustituir el retablo existente por otro más de acuerdo con los gustos de aquella época.
De esta forma el primoroso retablo tardo gótico que fray Alonso de Burgos mandase construir para la iglesia de San Pablo de Valladolid, iba a parar a la capilla mayor de San Andrés.
Esta obra que ennoblecía sobremanera la parroquia de San Andrés y que surgieron de las ilustres manos de los Silóe y los Colonia, se perdería para siempre tras ser sustituido por el actual retablo barroco en 1740.
En 1772, gracias al patrocinio de fray Manuel de la Vega y Calvo —«franciscano, predicador y lector de prima del convento de San Francisco de Valladolid, definidor de su religión en el año de 1758 y Comisario General de Indias»—, se comienzan las obras de ampliación y se edifica la torre con el arquitecto Pedro González Ortiz como maestro. Las obras se concluyeron en 1776.
Cuenta Juan Agapito y Revilla:

(…) En los días 14, 15 y 16 e junio de 1776, hubo fiestas solemnísimas en la parroquia de San Andrés, según cuenta Ventura Pérez, porque el Padre Vega concluyo e hizo la torre nueva de la mencionada yglesia, “y muchas cosas mas”. En las fiestas profanas por tal suceso, “los feligreses hicieron un poco de mogiganga, vestidos unos de ángeles, a caballo, otros de turcos, otros de indios, otro de moros, de modo que aunque llevaban volantes con hachas todo era un baturrillo sin pies ni cabeza; en fin mogiganga del barrio de san Andrés” con lo que quería demostrarse el jolgorio del barrio, en fiestas semejantes, cuyo buen humor ha llegado a nuestros tiempos en la fiesta llamada de “la octava de San Andrés.

Cuando se celebraron esas fiestas, motivadas en las obras de la iglesia costeadas por el Padre Vega, no estaba terminada la torre y las campanas solo pudieron ser repicadas y no volteadas, y se celebraron prematuramente las fiestas, aprovechando una venida del Padre Vega a un capítulo de Medina de Ríoseco, teniendo que volverse a Madrid Inmediatamente.
Las Calles de Valladolid, de Juan Agapito y Revilla

Al finalizar esta ampliación, la iglesia contaba con siete capillas, seis de ellas del mismo tamaño dispuestas lo largo de la nave de la iglesia, tres a cada lado. La séptima capilla es la de los Maldonado, en el lado del evangelio del crucero, ya existente, que fue construida en 1631 para la familia Maldonado. Posteriormente se popularizó como Capilla del Santísimo, empleándose los dos nombres de forma indistinta para referirse a esta capilla.
En el segundo tercio del siglo XX, la iglesia sufre una nueva reforma, Si bien no se reformó la estructura principal de la iglesia, ni su principal patrimonio, se adecuaron cubiertas y suelos, cubriéndose el suelo original con terrazo, y recubriendo las paredes con pintura y yeso, tapando la decoración existente en las mismas, deteriorada con el tiempo. Se construyó un edificio adosado al lado izquierdo de la iglesia (sobre terrenos que bien pudieran ser los restos del primitivo cementerio, que componía gran parte de lo que hoy se conoce como plaza de San Andrés) que conforma los locales parroquiales y las viviendas de los sacerdotes de la iglesia.
En 1961 se asienta en esta parroquia la Cofradía Penitencial del Santísimo Cristo Despojado, Cristo Camino del Calvario y Nuestra Señora de la Amargura. En la década de los años 1980 se restauró completamente la iglesia, siendo, en estos momentos, una de las iglesias mejor conservadas de la ciudad del Pisuerga.

## Estructura

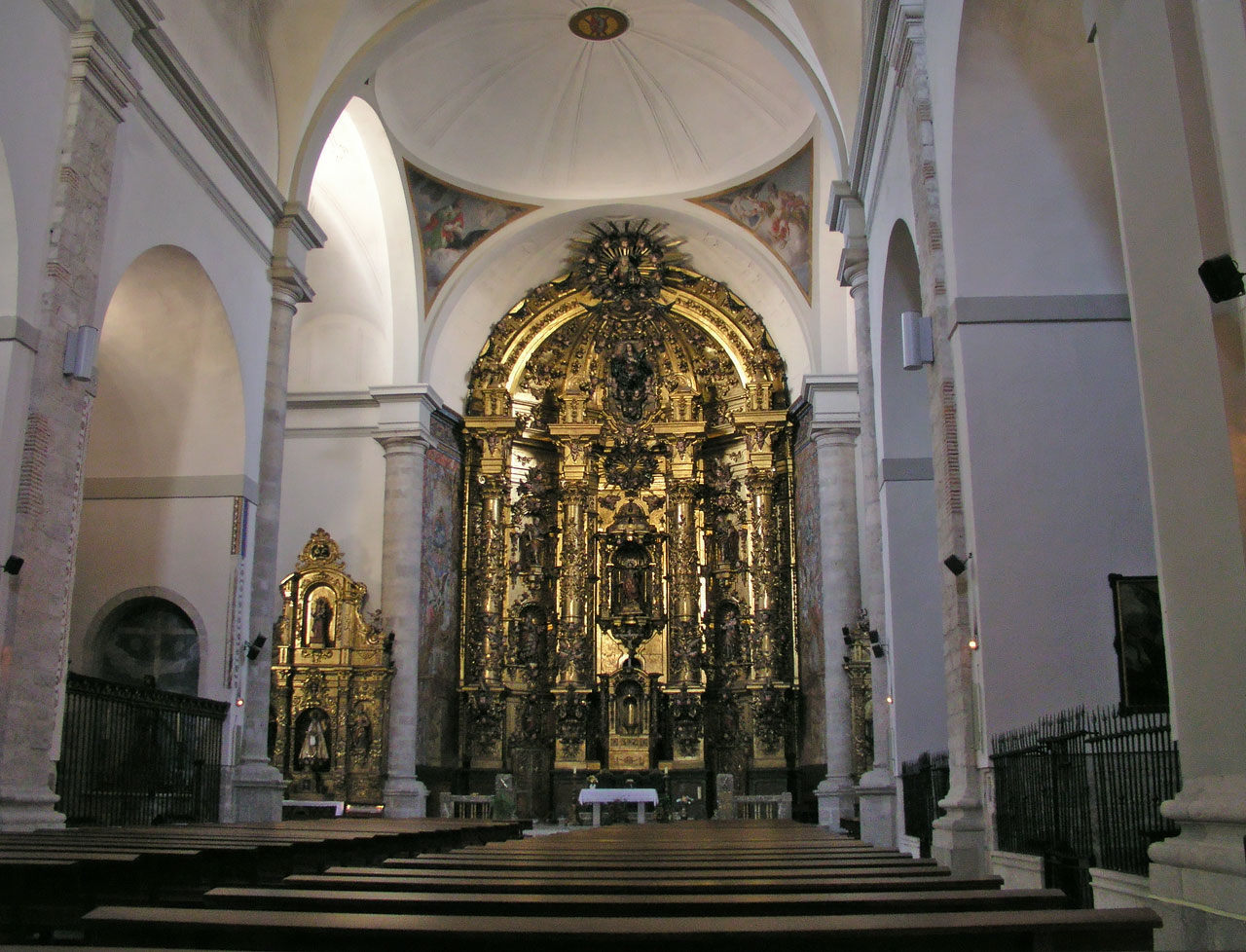
Retablo

Presenta una estructura sencilla y de grandes dimensiones, con planta rectangular, crucero, ábside poligonal. Dicho crucero es de una sola nave con capillas laterales entre contrafuertes. La bóveda es de cañón con lunetos y yeserías y el crucero está cubierto con cúpula rebajada. Como ya se ha dicho, tiene seis capillas laterales y la capilla de los Maldonado situada en el brazo izquierdo de crucero (1631). La fachada es sumamente austera, pues se compone de un telón de ladrillo, donde destacan dos pilastras toscanas y un sencillo frontón. Bajo un arco de medio punto se abre una portada de piedra y se aprecia un nicho con la imagen de San Andrés. En dicha zona, se ubicaron los escudos franciscanos como agradecimiento a Manuel de la Vega y Calvo.
Además de la estructura ya citada, cuenta con una gran sala de entrada, desde donde se puede acceder al baptisterio, lugar donde se ubica la antiquísima pila bautismal. Encima de esta zona se encuentra el coro, aunque actualmente está en desuso, a excepción de algún concierto de corales. Al final del crucero, en el lado derecho, se encuentra la Sacristía, desde donde se puede acceder a la torre. En la capilla de los Maldonado o del Santísimo, se encuentra la denominada Sacristía Vieja, actualmente en desuso. Así mismo, en algunas capillas hay pequeños armarios.

## Interior de la iglesia

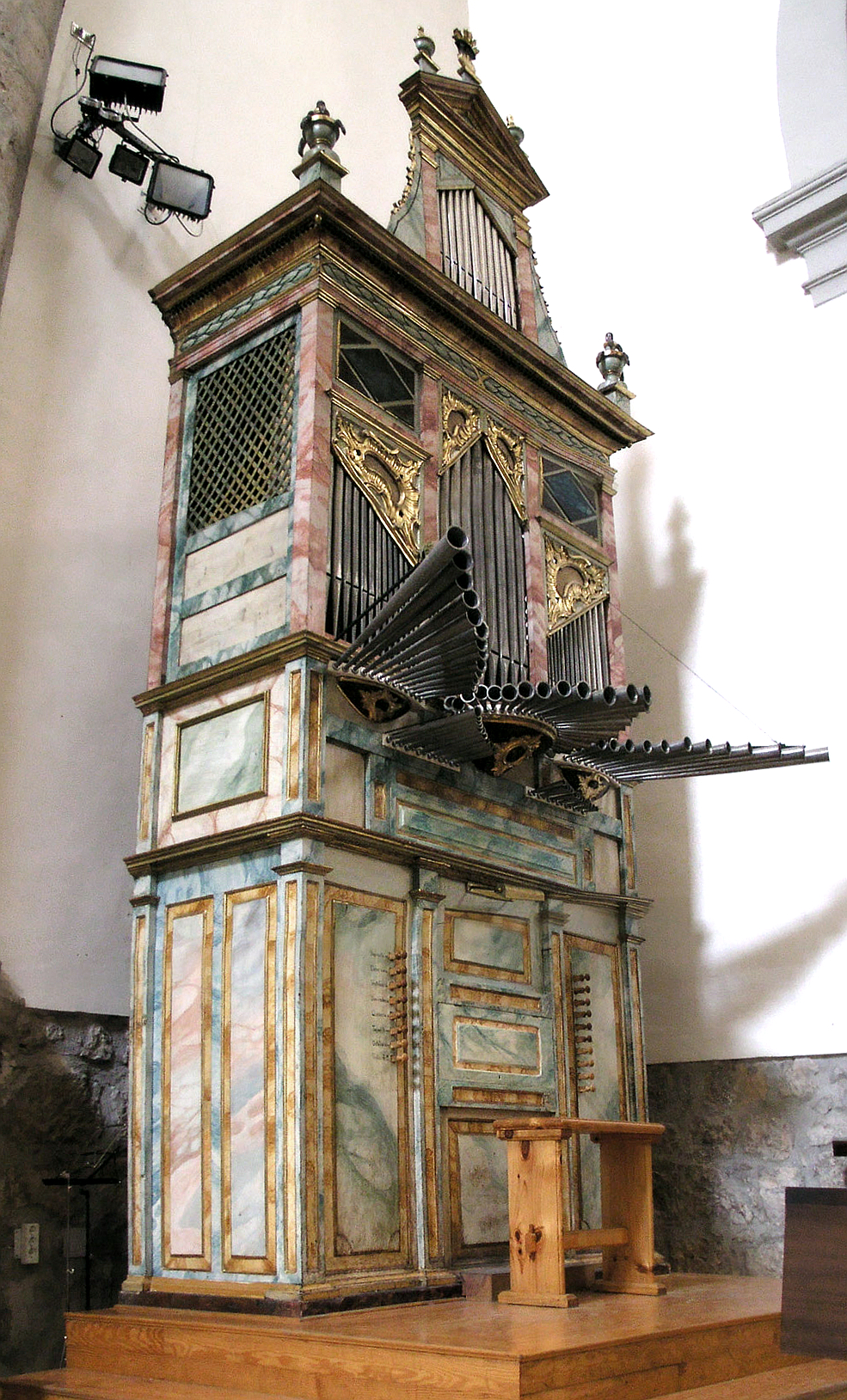
Órgano

### Retablo Mayor
La iglesia de San Andrés es conocida por su impresionante Retablo central, que data de 1740 y es de estilo barroco.
Este retablo sustituye al suntuoso retablo gótico que presidía la capilla central, proveniente de la iglesia de San Pablo. Dada la belleza y magnificencia de este retablo anterior, la nueva factura debía estar acorde con el sustituido. El nuevo retablo es una obra barroca realizada por Juan de Correa y dorada por Gabriel Fernández. Las imágenes fueron policromadas en 1742 por Bonifacio Núñez. Con una altura cercana a los 20 metros, es uno de los retablos más ricos y bellos de toda la ciudad. Montado sobre cuatro grandes columnas con motivos vegetales, se compone por un expositor para el Santísimo Sacramento en su parte inferior, flanqueado por unas pequeñas imágenes de Santas Justa y Rufina. En la parte central, se pueden observar imágenes de San Pedro (izda. superior), San Pablo (dcha. superior), San José (dcha. inferior) y San Joaquín (izda. inferior), con la imagen de San Andrés en el centro presidiendo el retablo. Encima de San Andrés se encuentra la paloma representando el Espíritu Santo, por encima un relieve de la Virgen de la Asunción, y rematando el rosetón mayor del retablo la imagen del Padre Eterno.
Como un retablo propio del barroco, destaca en la cantidad de ángeles adosados al mismo. El crucero está rematado por cúpula rebajada en cuyas pechinas se encuentran representados los evangelistas, pinturas realizadas en 1733 por Ignacio de Prado, que sustituyen a las realizadas anteriormente por Bartolomé Carducho
Las diferentes capillas laterales son también de estilo barroco, contando todas ellas con grandes rejas de hierro forjado. Dichas capillas están dedicadas a San Antonio de Padua, San Francisco, La Virgen de Guadalupe, La Virgen Dolorosa, El Calvario de Cristo, y la Inmaculada.

### Capillas de la Epístola
- La capilla de San Francisco. Cuenta con un retablo barroco presidido con la imagen de San Francisco de Asís (Felipe Espinabete 1719-1799), a la izquierda del retablo se encuentra un cuadro de grandes dimensiones que representa a las “Animas del Purgatorio”. En esta capilla está ubicada de forma permanente la imagen de "Cristo Camino del Calvario" (Nazareno caído con la cruz a cuestas, tallado por el escultor Cordobés Miguel Ángel González jurado en 2009) propiedad de la Cofradía Penitencial del Santísimo Cristo Despojado, Cristo Camino del Calvario y Nuestra Señora de la Amargura
- La capilla de la Virgen de Guadalupe. Resulta de un aspecto muy curioso y particular, pues no es muy común en estas tierras castellanas encontrar capillas y cultos bajo esta advocación mariana. Este hecho se debe a que bajo el patronazgo de Fray Manuel de la Vega y Calvo se establece este culto en la iglesia, dado el carácter de secretario general de indias de fray Manuel, y que quiere traer a esta iglesia el culto de la virgen de Guadalupe, de tan importante raigambre en tierras americanas.
- La Capilla de la Dolorosa. Se puede encontrar un retablo barroco, con la peculiaridad de que se halla presidido por una imagen de la vestir que representa a Ntra. Sra. de los Dolores en el centro del retablo, y bajo ella, en una hornacina de cristal, un cristo yacente de tamaño medio. En los laterales del retablo se encuentran sendos bustos de Santa Lucía y Santa Águeda. A la izquierda de la capilla se puede observar un resto obtenido tras la restauración que se efectuó en la década de los años 1980, un paso de arco de piedra de la primitiva construcción de 1527 que daba paso directo al crucero.

### Capillas del Evangelio
- La capilla de San Antonio de Padua. Tiene un retablo barroco, presidido por una escultura de San Antonio de Padua (Juan Pascual de Mena 1707—1784), y en la parte superior una imagen de San Miguel de los Santos, Fraile trinitario de gran devoción en la ciudad y coetáneo del padre Vega. En el lado izquierdo, en una hornacina neoclásica, está el Cristo del Refugio o del Consuelo, obra anónima del año 1500.
- La capilla del Calvario. En el retablo barroco de la capilla, se encuentra un Calvario compuesto por San Juan, la Virgen María y Cristo muerto en la Cruz, todos ellos tallados por la mano del insigne imaginero Gregorio Fernández en el año 1610. Tanto las imágenes de San Juan como la de la Virgen María, han formado parte de la exposición "Las Edades del Hombre" Passio, en el año de 2011.
- La capilla de la Inmaculada (tercera de la Izda.) Cuenta con un majestuoso retablo barroco de fino detalle y rico tallado, presidido por una imagen de la Inmaculada Concepción (Alonso de Rozas h.1665-1670).A la izda, del retablo, en una hornacina con arco de piedra se ubica la imagen del "Santísimo Cristo Despojado", propiedad de la Cofradía Penitencial del Santísimo Cristo Despojado, Cristo Camino del Calvario y Nuestra Señora de la Amargura y tallada en 1993 por José Antonio Hernández Navarro. Propiedad de la misma cofradía, y al lado izquierdo del retablo, se encuentra la imagen de "Ntra. Sra. de la Amargura" (José A. Hernández Navarro, 2003). Como nota curiosa, decir que esta capilla, que ostenta el patronazgo de la citada Cofradía en la figura de la Inmaculada Concepción, es la destinada como capilla de insignias y enseres durante la Cuaresma. La Capilla se encuentra cerrada con una hermosísima y rica reja de forja de estilo barroco.

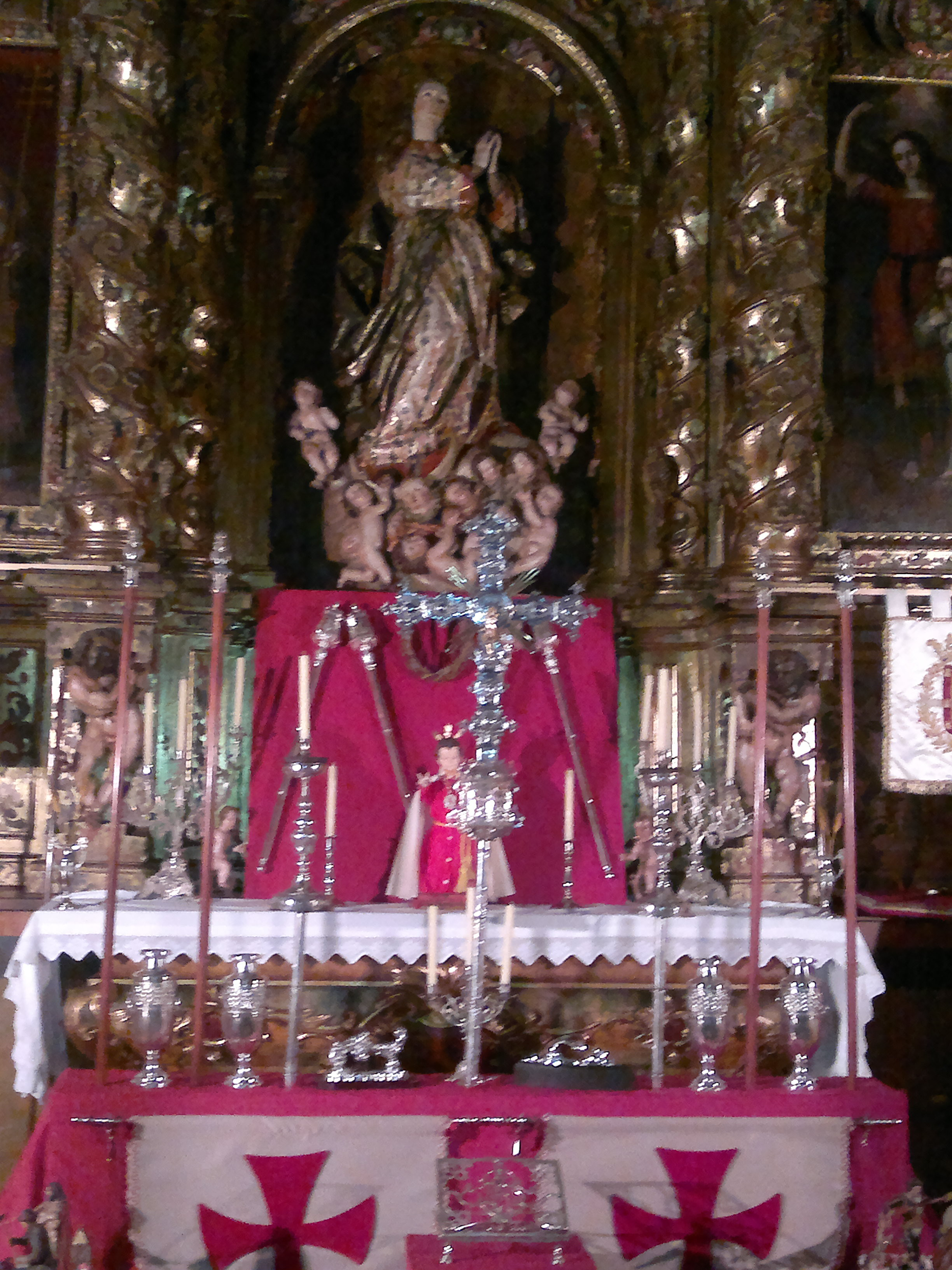
Inmaculada Concepción. Imagen titular de la capilla y patrona de la Cofradía P. del Stmo. Cristo Despojado, Cristo Camino del calvario y Ntra. Sra. de la Amargura de Valladolid.

- La capilla de los Maldonado (o "del Santísimo"). Están enterrados miembros de la Familia Maldonado, pudieran ser familiares del Licenciado Maldonado (Diego Abarca Maldonado), Rector de la universidad de Valladolid entre 1585 y 1586, quienes sufragaron el gasto de construcción de dicha capilla. Esta capilla cuenta con un retablo de inspiración renacentista, presidido por la imagen pictórica de la Virgen de los Ángeles, y rematado por un singular calvario formado por Cristo muerto en la Cruz, Santa Catalina de Alejandría y Santa Isabel de Portugal. A los laterales de dicha capilla, a cierta altura, se ubican las imágenes orantes de las Maldonado, talladas por Pedro de la Cuadra en alabastro.

### Zona del crucero
El retablo mayor se encuentra flanqueado por otros dos de igual factura que los anteriores, en los que se encuentran una serie de imágenes y santos de muy diversa consideración y titulares de cofradías desde el siglo XIII. Así, en el lado del Evangelio se encuentra el retablo de Ntra. Sra. de las Nieves, que presidía el retablo hasta que se sustituyó por la imagen de la Virgen del Henar a mediados del pasado siglo, y pasando Ntra. Sra. de las Nieves a ocupar la parte superior de dicho retablo. En los laterales del retablo están las imágenes de San Gregorio Magno y San Jerónimo.
En el lado de la Epístola, se halla un retablo idéntico en factura al anterior, si bien este está presidido por la Virgen de las Candelas (Imagen titular de la Real Archicofradía del Santísimo Alumbrado y Candelas) y acompañado en los laterales por las imágenes de San Isidoro y San Agustín.
En la pared del lado de la epístola del crucero, se encuentra un retablo como los anteriormente citados, presidido por la imagen de la Virgen del Carmen, Titular de la cofradía homónima, fundada con anterioridad a 1864 y que perdura hasta nuestros días.
En la parte superior se encuentra la imagen de San Isidro Labrador (ca. 1746), que fue titular de la cofradía del mismo nombre que se fundó y estableció en el año de 1490 en esta iglesia de San Andrés, hasta su traslado a la ermita donde se encuentra en estos momentos.
A los lados del retablo, se encuentra la imagen de San Sebastián (Alejo de Vahía (? - † hacia 1515), patrón de la Cofradía Sacramental de la parroquia de San Andrés, y la imagen de San Blas.
Sin duda, otra de las joyas de esta iglesia es el órgano barroco, único en la ciudad, construido en 1784 por Esteban de San Juan y restaurado por Joaquín Lois, que está ubicado en la parte final del Crucero, a la izquierda, en la entrada a la capilla del Santísimo. Este órgano es muy utilizado, tanto en conciertos de corales como en celebraciones.

## Actividades
Además de las lógicas celebraciones eucarísticas, San Andrés cuenta también con una larga lista de conciertos de corales, gracias a contar con una de las mejores acústicas de Valladolid, y gracias también a su órgano barroco. También destaca de sobremanera las salidas procesionales, actos y cultos de la Cofradía Penitencial del Santísimo Cristo Despojado, Cristo Camino del Calvario y Nuestra Señora de la Amargura, sobre todo en fechas cercanas a la Cuaresma y Semana Santa.